# Premiewoning
Een premiewoning is een koopwoning die met financiële hulp van de overheid gekocht kon worden. Op deze manier konden mensen met een lager inkomen ook een eigen woning kopen. Vaak was er wel een beding aan verbonden dat men de woning bijvoorbeeld niet mocht verkopen binnen vijf jaar. Doet men dit wel dan moest men de door de overheid betaalde premie (deels) terugbetalen. De totale waarde van de woning was wel aan een bovengrens gebonden, kwam de stichtingswaarde daarboven, dan kon het nooit een premiewoning zijn. Naast premiewoningen waren er ook premiehuurwoningen.

## Premie A-, B-, C- en D-woningen
De financieringswijze met betrekking tot objectfinanciering van woningen die tot 1988 gold, maakte onderscheid tussen vier typen premiewoningen:
- Premie A-woning die overeenkwam met een sociale (inkomensafhankelijke) koopwoning;
- Bij een Premie B-woning hing de hoogte van de subsidie af van de stichtingskosten;
- Premie C-woningen zijn vervangen door vrije sectorwoningen met een eenmalige bijdrage en
- Premie D-woningen waren koopwoningen in stadsvernieuwingsgebieden met een eenmalige subsidie.

Dit systeem is in 1988 afgeschaft en vervangen door een financieringsstelsel bestaande uit sociale huur, sociale koop, premiehuur, vrije sector met eenmalige bijdrage en ongesubsidieerde woningen.